# Anaplecta falcifer
Anaplecta falcifer är en kackerlacksart som beskrevs av Morgan Hebard 1924. Anaplecta falcifer ingår i släktet Anaplecta och familjen småkackerlackor. Inga underarter finns listade i Catalogue of Life.